# Tính dục nam ở người
Tính dục nam ở người bao gồm nhiều loại cảm xúc và hành vi. Cảm giác bị thu hút (bởi ai và giới nào) của người nam có thể bắt nguồn từ đặc điểm thể chất và xã hội của bạn tình tiềm năng của họ. Hành vi tình dục của người nam có thể bị ảnh hưởng bởi nhiều yếu tố, trong đó bao gồm các khuynh hướng tiến hoá, tính cách, giáo dục và văn hoá. Trong khi đa số người nam là người dị tính, có một số thiểu số đáng kể là người đồng tính hoặc song tính ở những mức độ khác nhau.

## Hấp dẫn tình dục
Tiêu chuẩn bạn đời của nam giới đối với phụ nữ được dựa trên các yếu tố thể chất và phi thể chất. Có rất nhiều điểm tương đồng về tiêu chuẩn của nam giới trong các nền văn hoá khác nhau, nhưng cũng có một số điểm khác biệt đáng chú ý.

### Yếu tố thể chất
Các nghiên cứu đã chỉ ra rằng nam giới có xu hướng bị thu hút bởi những phụ nữ trẻ có hình thể cân đối. Sự cân xứng trên khuôn mặt, sự nữ tính và tính chuẩn mực cũng có liên quan đến sức hấp dẫn. Đàn ông thường thấy ngực phụ nữ hấp dẫn và điều này đúng trong nhiều nền văn hoá khác nhau. Sở thích đối với phụ nữ có màu da sáng hơn cũng đã được ghi nhận ở nhiều nền văn hoá.

So sánh giữa tỉ lệ eo-hông đáng mơ ước (0.7) và tỉ lệ eo-hông không đáng mơ ước (0.9).

Phụ nữ có tỷ lệ eo-hông (WHR) tương đối thấp được coi là hấp dẫn hơn. Tỷ lệ chính xác giữa các nền văn hoá là khác nhau, tuỳ thuộc vào chỉ số WHR của phụ nữ trong văn hoá địa phương. Trong nhiều nền văn hoá phương Tây, chỉ số WHR khoảng 0.70 được yêu thích hơn. Các yếu tố thể chất khác ảnh hưởng đến sự hấp dẫn bao gồm chỉ số khối cơ thể thấp, vòng eo nhỏ, chân dài và độ cong lưng dưới lớn. Thân hình mảnh mai hay đầy đặn hấp dẫn hơn có thể khác nhau trong từng nền văn hoá, nhưng những sự khác nhau này có thể dự đoán được. Cụ thể, ở những nền văn hoá có sự khan hiếm về thực phẩm, sự đầy đặn được gắn với địa vị cao và sức hút, nhưng ở những nền văn hoá giàu có, điều ngược lại lại đúng.
Đàn ông thường thích vợ trẻ tuổi hơn mình, nhưng mức độ chính xác của điều này là khác nhau giữa các nền văn hoá. Đàn ông lớn tuổi thích chênh lệch tuổi tác lớn, trong khi các nam thanh niên thích phụ nữ lớn tuổi hơn họ một chút.
Mức độ chính xác của việc coi trọng ngoại hình trong việc lựa chọn bạn đời khác nhau giữa các nền văn hoá.

### Yếu tố phi thể chất
Khi lựa chọn bạn đời, đàn ông thường mong muốn những người thông minh, tốt bụng, thấu hiểu và khỏe mạnh. Họ cũng muốn bạn đời của họ có chung những giá trị sống và tương đồng với họ về thái độ và tính cách.
Tầm quan trọng của trinh tiết trước hôn nhân thay đổi rất nhiều tùy nền văn hóa, nhưng có một điểm chung: sự không chung thủy trong hôn nhân khiến đàn ông đau đớn hơn bất kỳ nỗi đau nào mà vợ họ có thể gây ra.

## Hành vi tình dục
Có nhiều yếu tố ảnh hưởng đến hành vi tình dục của nam giới. Chúng bao gồm những xu hướng đã được phát triển, chẳng hạn như có hứng thú hơn với tình dục thuần túy, cũng như các yếu tố cá nhân và xã hội liên quan đến giáo dục, tính cách và tình trạng quan hệ.

### Hứng thú với tình dục thuần
So với phụ nữ, nam giới có hứng thú với tình dục thuần hơn. Trung bình, nam giới bày tỏ mong muốn lớn hơn với việc có nhiều bạn tình, dành ít thời gian giữa những lần tìm kiếm tình dục, hạ tiêu chuẩn xuống đáng kể khi tìm kiếm tình dục ngắn hạn, có nhiều mơ tưởng tình dục hơn và nhiều mơ tưởng liên quan đến nhiều bạn tình hơn, thường có nhu cầu tình dục cao, tìm kiếm những dấu hiệu có thể lợi dụng tình dục (ở phụ nữ) để trông hấp dẫn hơn cho những lần quan hệ tình dục ngắn hạn, cảm thấy hối hận hơn khi bỏ lỡ những cơ hội tình dục, có nhiều cuộc tình ngoài luồng hơn, có nhiều khả năng tìm kiếm những mối quan hệ bạn tình (friends with benefits) hơn và thường xuyên tìm tới gái mại dâm hơn.

### Giáo dục và nhân cách
Một nghiên cứu đã chỉ ra rằng có một số yếu tố ảnh hưởng đến tuổi quan hệ tình dục lần đầu ở những người tuổi từ 13-18. Những người sống trong gia đình đầy đủ cha mẹ, nền tảng kinh tế xã hội cao, học giỏi hơn ở trường, sùng đạo hơn, được cha mẹ kỳ vọng nhiều hơn và cảm thấy được cha mẹ quan tâm nhiều hơn có mức độ hoạt động tình dục thấp hơn ở mọi nhóm tuổi. Ngược lại, những người có mức độ tự hào về cơ thể cao hơn có mức độ hoạt động tình dục cao hơn.

### Xu hướng quan hệ ngoài luồng
Nam giới đang trong một mối quan hệ ràng buộc có xu hướng quan hệ ngoài luồng có hạn chế và có hành vi tình dục khác với nam giới có xu hướng quan hệ ngoài luồng không hạn chế. Nam giới có hạn chế về quan hệ ngoài luồng sẽ ít sẵn sàng quan hệ tình dục ngoài mối quan hệ ràng buộc của họ, và họ thường hành xử theo mong muốn về sự ràng buộc và gần gũi tình cảm với bạn đời của họ.
Nam giới hạn chế quan hệ ngoài luồng có ít xu hướng tiếp cận phụ nữ có tỉ lệ eo hông thấp hơn (khoảng 0.68 - 0.72) - những người thường được đánh giá là có sức hấp dẫn thể chất lớn hơn.

### Sự đầu tư kỳ vọng của cha mẹ
Elizabeth Cashdan cho rằng chiến lược tìm kiếm bạn tình giữa hai giới khác nhau tùy thuộc vào mức độ đầu tư cho con cái được mong đợi từ phía nam giới, đồng thời cung cấp nghiên cứu hỗ trợ cho giả thuyết của cô. Khi nam giới mong muốn đầu tư, họ sẽ cố gắng thu hút phụ nữ bằng cách nhấn mạnh khả năng đầu tư của họ. Ngoài ra, nam giới mong đợi đầu tư sẽ có nhiều khả năng đề cao sự trong trắng và chung thủy của họ hơn nam giới không mong đợi đầu tư. Nam giới có mong đợi đầu tư thấp sẽ phô trương khả năng tình dục của họ với phụ nữ. Cashdan lập luận rằng trên thực tế, nghiên cứu này ủng hộ ý tưởng rằng nam giới mong đợi đầu tư sẽ nhấn mạnh sự trong trắng và chung thủy của họ, chiến lược mà có cái giá phải trả cao (vì nó làm giảm cơ hội sinh sản), và gợi ý rằng kiểu hành vi đó có lợi, vì nếu không nó sẽ không được chọn.

### Sự chắc chắn về quan hệ cha con
Sự chắc chắn về quan hệ cha con là mức độ mà người nam biết hoặc tin rằng con của một người phụ nữ là con của mình.
Trong các xã hội cho phép phức hôn, nam giới thường ghen tuông nhiều hơn khi mức độ chắc chắn về quan hệ cha con thấp. Điều này là do họ không muốn mạo hiểm để lãng phí thời gian, tài nguyên và năng lượng cho một đứa trẻ không phải con mình.
Sự khác biệt về kinh tế - xã hội giữa các nền văn hoá cũng ảnh hưởng đến mức độ chắc chắn về quan hệ cha con. Ví dụ, ở một quốc gia "sinh sản tự nhiên" như Namibia, 96% nam giới có biểu hiện ghen tuông tình dục.
Ngoài ra, việc thiếu các biện pháp tránh thai cũng dẫn đến khả năng mất đi quyền nuôi con hay mức độ chắc chắn về quan hệ cha con giảm.

### Bạo lực tình dục
Nam giới phạm tội hiếp dâm nhiều hơn nữ giới. Có thể hiếp dâm là phụ phẩm không thích nghi của các cơ chế tiến hoá khác, chẳng hạn như ham muốn tình dục đa dạng, quan hệ tình dục không cần đầu tư, nhạy cảm với những cơ hội tình dục và khả năng bạo hành thể xác nói chung. Vai trò giới nam tính, ý thức về quyền lợi chung và quyền lợi tình dục dự đoán về thái độ và hành vi liên quan đến hiếp dâm ở nam giới. Tuy nhiên, có thể chọn lọc tự nhiên trong môi trường nguyên thủy đã thiên vị con đực cưỡng hiếp trong một số trường hợp, dẫn đến việc bản thân hành vi hiếp dâm trở thành một sự thích nghi. Các học giả đến từ nhiều lĩnh vực đã chỉ trích ý tưởng này. Về vấn đề này, David Buss nói rằng cả hai ý kiến đều thiếu bằng chứng rõ ràng.

## Đồng tính

### Xu hướng tính dục và bản dạng giới
Xu hướng tính dục đề cập đến việc một người cảm thấy bị hấp dẫn với nam giới, nữ giới, hoặc cả hai. Hầu hết các nhà nghiên cứu về xu hướng tính dục đều tập trung vào các kiểu hấp dẫn hơn là hành vi hay bản dạng, vì văn hoá ảnh hưởng đến thể hiện hành vi hoặc bản dạng và chính sự hấp dẫn thúc đẩy hành vi và bản dạng, chứ không phải ngược lại.
Ngoài dị tính hoặc đồng tính, các cá nhân có thể là song tính ở nhiều mức độ khác nhau. Bailey và cộng sự tuyên bố, họ cho rằng trong mọi nền văn hoá, đại đa số mọi người đều dị tính, với một số thiểu số là đồng tính, dù có hoàn toàn hay không. Trong các cuộc khảo sát ở phương Tây, khoảng 93% nam giới xác nhận bản thân hoàn toàn dị tính, 4% hầu hết dị tính, 0.5% song tính đồng đều, 0.5% hầu hết đồng tính và 2% hoàn toàn đồng tính. Một phân tích trên 67 nghiên cứu cho thấy tỷ lệ quan hệ tình dục trong suốt cuộc đời giữa nam giới với nam giới (bất kể xu hướng tính dục) là 3-5% đối với Đông Á, 6-12% đối với Nam và Đông Nam Á, 6-15% đối với Đông Âu và 6- 20% với Châu Mỹ Latinh. Tổ chức Y tế Thế giới ước tính tỷ lệ nam giới quan hệ tình dục đồng giới trên toàn thế giới từ 3 đến 16%.
Xu hướng tính dục có thể được đo lường thông qua tự báo cáo hoặc qua sinh lý. Có nhiều phương pháp sinh lý học tồn tại, bao gồm đo độ cương cứng của dương vật, thời gian nhìn, fMRI và độ giãn đồng tử. Ở nam giới, tất cả những điều này đều cho thấy mức độ tương quan cao với các biện pháp tự báo cáo, bao gồm cả những người đàn ông tự báo cáo là "hầu hết thẳng" hoặc "hầu hết đồng tính".
Tác động của mối quan hệ đồng giới lên các bản dạng cá nhân là khác nhau ở các nền văn hóa. Câu hỏi về cách thức chính xác mà các nền văn hóa trong lịch sử hình thành khái niệm về ham muốn và hành vi đồng tính vẫn còn nhiều tranh cãi.
Trong phần lớn thế giới hiện đại, bản dạng tính dục được xác định dựa trên giới tính bạn tình. Tuy nhiên, ở một số nơi trên thế giới, tính dục thường được xã hội định nghĩa dựa trên vai trò tình dục, một người là người thâm nhập hay bị thâm nhập.

### Nguyên nhân
Mặc dù chưa có thuyết lý giải nào nhận được sự ủng hộ rộng rãi, nhưng có nhiều bằng chứng ủng hộ các nguyên nhân phi xã hội của xu hướng tính dục hơn so với các nguyên nhân xã hội, đặc biệt là đối với nam giới. Bằng chứng này bao gồm mối tương quan giữa đồng tính và sự không theo chuẩn về giới ở thời thơ ấu, ảnh hưởng di truyền có mức độ vừa phải được tìm thấy trong các nghiên cứu sinh đôi, bằng chứng về tác động của hormone trước khi sinh đối với tổ chức não, hiệu ứng thứ tự sinh anh em trai và phát hiện rằng trong một số trường hợp hiếm hoi khi trẻ sơ sinh nam được nuôi dưỡng như những cô gái do dị tật thể chất, nhưng họ vẫn bị thu hút bởi phụ nữ. Các giả thuyết được đưa ra về nguyên nhân xã hội chỉ được hỗ trợ bởi bằng chứng không thuyết phục, bị bóp méo bởi nhiều yếu tố gây nhiễu. Bằng chứng giữa các nền văn hóa cũng nghiêng nhiều hơn về các nguyên nhân phi xã hội. Các nền văn hóa rất khoan dung với đồng tính không có tỷ lệ đồng tính cao hơn đáng kể. Hành vi đồng tính là tương đối phổ biến ở nam sinh tại các trường nội trú nam sinh ở Anh, nhưng những người Anh trưởng thành từng học tại các trường như vậy không có nhiều khả năng thực hiện hành vi đồng tính hơn những người không học. Trong một trường hợp cực đoan, người Sambia theo nghi thức yêu cầu con trai của họ thực hiện hành vi đồng tính trong thời kỳ thanh thiếu niên trước khi chúng tiếp cận với phụ nữ, tuy nhiên hầu hết những chàng trai này đều là người dị tính.
Người ta vẫn chưa hoàn toàn hiểu lý do tại sao các gen quy định hoặc cho phép đồng tính phát triển vẫn tồn tại trong vốn gen, dù chúng có thể là gì. Một giả thuyết liên quan đến việc chọn lọc theo dòng dõi cho rằng những người đồng tính đầu tư đủ mạnh vào người thân của họ để bù đắp chi phí không sinh sản nhiều một cách trực tiếp. Điều này không được chứng minh bởi các nghiên cứu ở các nền văn hóa phương Tây, nhưng một số nghiên cứu ở Samoa đã tìm thấy một vài minh chứng cho giả thuyết này. Một giả thuyết khác nhắc đến các gen xung đột tình dục - những gen là nguyên nhân của đồng tính luyến ái khi biểu hiện ở con đực nhưng lại tăng sinh sản khi biểu hiện ở con cái. Các nghiên cứu ở cả các nền văn hóa phương Tây và không phải phương Tây đã tìm thấy minh chứng cho giả thuyết này.
Người ta đã đưa ra giả thuyết rằng bản thân hành vi tình dục đồng giới có thể là một sự thích nghi cho việc hình thành mối liên kết hoặc liên minh đồng giới, mặc dù tính chất này sẽ khác nhau về mặt di truyền giữa các cá nhân và xảy ra thường xuyên hơn khi sự cạnh tranh để giành được bạn tình đặc biệt gay gắt. Nhà tâm lý học tiến hóa David Buss đã chỉ trích giả thuyết này, nói rằng không có bằng chứng nào cho thấy phần lớn nam thanh niên ở hầu hết các nền văn hóa sử dụng hành vi đồng tính để thiết lập liên minh; thay vào đó, các liên minh đồng giới thông thường không đi kèm với bất kỳ hoạt động tình dục nào. Ngoài ra, ông nói rằng không có bằng chứng cho thấy những người đàn ông có hành vi đồng tính luyến ái làm tốt hơn những người đàn ông khác trong việc thành lập liên minh hoặc thăng tiến địa vị. Các nhà nghiên cứu khác cũng chỉ trích nó, nhận xét rằng dữ liệu giữa các nền văn hóa về thực hành tình dục là sơ sài và không đồng đều; không cần thiết phải cho rằng hành vi đồng tính luyến ái, hơn bất kỳ hành vi tình dục nào khác, được lựa chọn trực tiếp hơn là một sản phẩm phụ trung tính; giả thuyết bỏ qua sự tồn tại của xu hướng tính dục; nó mâu thuẫn với những phát hiện về tỷ lệ làm cha thấp hơn rất nhiều ở những người đàn ông có hành vi đồng tính hoặc song tính; hành vi quan hệ tình dục đồng giới của linh trưởng không phải là một hiện tượng đồng nhất và có khác biệt trong loài và giữa các loài; và vì bạn tình đồng giới được chọn dựa trên cảm xúc tình dục (trái ngược với, ví dụ, loài tinh tinh lùn), các quan hệ kiểu này sẽ chỉ xảy ra với cùng tần suất với sự hấp dẫn tình dục lẫn nhau, và sự thay đổi như vậy dường như cho thấy sự thiếu thiết kế qua chọn lọc tự nhiên.